# Dilan Rojas
Dilan Matías Rojas Barrientos (ur. 4 czerwca 2004 w Iquique) – chilijski piłkarz występujący na pozycji prawego obrońcy, od 2021 roku zawodnik Deportes Iquique.